# Tomografia computadorizada
Tomografia computadorizada (português brasileiro) ou tomografia computorizada (português europeu) (TC), originalmente apelidada tomografia axial computadorizada / computorizada (TAC) - em inglês:  X-ray computed tomography - é um exame complementar de diagnóstico por imagem, que consiste numa imagem que representa uma secção ou "fatia" do corpo. É obtida através do processamento por computador de informação recolhida após expor o corpo a uma sucessão de raios X. Seu método principal é estudar a atenuação de um feixe de raios X durante seu trajeto através de um segmento do corpo, no entanto, ela se distingue da radiologia convencional por diversos elementos.

## História

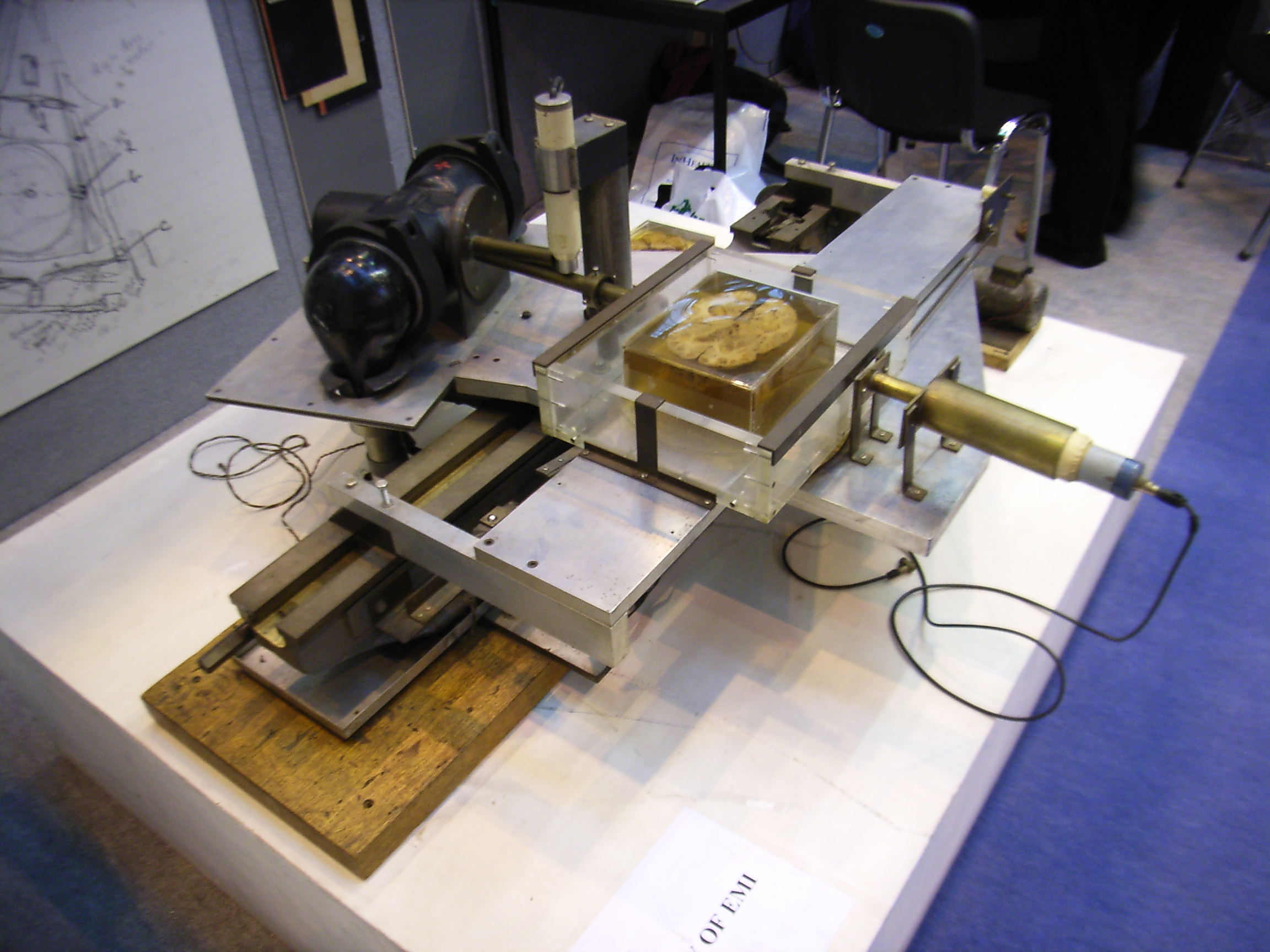
Protótipo para a obtenção de CTs

A TC foi desenvolvida pelo físico sul-africano Allan Cormack e o britânico Godfrey Newbold Hounsfield. A primeira máquina de tomografia foi construída em 1972 no "THORN EMI Central Research Laboratories", na Inglaterra. A dupla foi premiada com o Nobel de Fisiologia ou Medicina em 1979.

## Obtenção da tomografia

### Princípios físicos

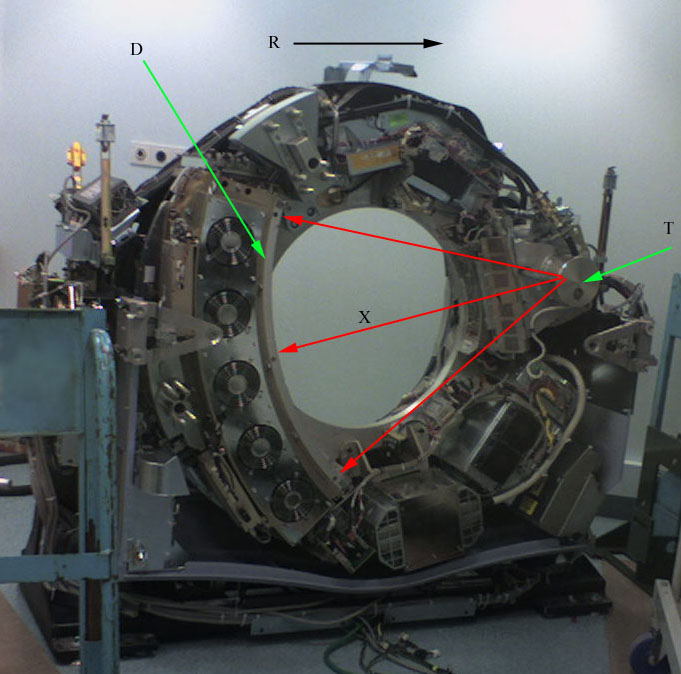
Interior de um tomógrafo. Legenda:
D: detectores de raio X; R: sentido de rotação; T: tubo de raio X; X: feixes de raio X

A TC baseia-se nos mesmos princípios que a tomografia convencional, segundo os quais tecidos com diferentes composições absorvem a radiação X de forma diferente. Ao serem atravessados por raios X, tecidos mais densos (como o fígado) ou com elementos mais pesados (como o cálcio presente nos ossos), absorvem mais radiação que tecidos menos densos (como o pulmão, que está cheio de ar).
Assim, uma TC indica a quantidade de radiação absorvida por cada parte do corpo analisada (radiodensidade), e traduz essas variações numa escala de cinzentos, produzindo uma imagem. Cada pixel da imagem corresponde à média da absorção dos tecidos nessa zona, expresso em unidades de Hounsfield, em homenagem ao criador da primeira máquina de TC.

### Procedimento de segurança
Para obter uma TC, o paciente é colocado numa mesa que se desloca para o interior de um anel de cerca de 70 cm de diâmetro. À volta deste encontra-se uma ampola de Raios-X, num suporte circular designado gantry. Do lado oposto à ampola encontra-se o detector responsável por captar a radiação e transmitir essa informação ao computador ao qual está conectado.
Nas máquinas sequenciais ou de terceira geração, durante o exame, o “gantry” descreve uma volta completa (360º) em torno do paciente, com a ampola a emitir raios X, que após atravessar o corpo do paciente são captados na outra extremidade pelo detector. Esses dados são então processados pelo computador, que analisa as variações de absorção ao longo da seção observada, e reconstrói esses dados sob a forma de uma imagem. A “mesa” avança então mais um pouco, repetindo-se o processo para obter uma nova imagem, alguns milímetros ou centímetros mais abaixo.
Os equipamentos designados “helicoidais”, ou de quarta geração, descrevem uma hélice em torno do corpo do paciente, em vez de uma sucessão de círculos completo. Desta forma é obtida informação de uma forma contínua, permitindo, dentro de certos limites, reconstruir imagens de qualquer seção analisada, não se limitando portanto aos "círculos" obtidos com as máquinas convencionais. Permitem também a utilização de doses menores de radiação, além de serem muito mais rápidas. A hélice é possível porque a mesa de pacientes, ao invés de ficar parada durante a aquisição, durante o corte, tal como ocorre na tomografia convencional, avança continuamente durante a realização dos cortes. Na tomografia convencional a mesa anda e pára a cada novo corte. Na helicoidal a mesa avança enquanto os cortes são realizados.
Atualmente também é possível encontrar equipamentos denominados DUOSLICE, e MULTISLICE, ou seja multicorte, que, após um disparo da ampola de raios x, fornecem múltiplas imagens. Podem possuir 2, 8, 16, 64 e até 128 canais, representando maior agilidade na execução do exame diagnóstico. Há um modelo, inclusive, que conta com dois tubos de raios-x e dois detectores de 64 canais cada, o que se traduz em maior agilidade para aquisição de imagens cardíacas, de modo que não é necessário o uso de betabloqueadores. Permite também aquisições diferenciais, com tensões diferentes em cada um dos emissores, de modo a se obter, por subtração, realce de estruturas anatômicas.
Com essa nova tecnologia é possível prover reconstruções 3D, MPR (MultiPlanarReconstrucion) ou até mesmo mensurar perfusões sanguíneas.

### Características das imagens tomográficas
Entre as características das imagens tomográficas destacam-se os pixeis, a matriz, o campo de visão (ou fov, em inglês:  field of view), a escala de cinza e as janelas.
O pixel é o menor ponto da imagem que pode ser obtido. Assim uma imagem é formada por uma certa quantidade de pixeis. O conjunto de pixeis está distribuído em colunas e linhas que formam a matriz. Quanto maior o número de pixeis numa matriz melhor é a sua resolução espacial, o que permite um melhor diferenciação espacial entre as estruturas. E apos processos de reconstrução matemática, obtemos o Voxel (unidade 3D) capaz de designar profundidade na imagem radiológica.
O campo de visão {\displaystyle (FOV)} representa o tamanho máximo do objeto em estudo que ocupa a matriz, por exemplo, uma matriz pode ter 512 pixeis em colunas e 512 pixeis em linhas, e se o campo de visão for de 12 cm, cada pixel vai representar cerca de 0,023 cm (12 cm/512). Assim para o estudo de estruturas delicadas como o ouvido interno o campo de visão é pequeno, como visto acima enquanto para o estudo do abdômen o campo de visão é maior, 50 cm (se tiver uma matriz de 512 x 512, então o tamanho da região que cada pixel representa vai ser cerca de quatro vezes maior, ou próximo de 1 mm). Não devemos esquecer que FOV grande representa perda de foco, e consequentemente radiação x secundária.
Em relação às imagens, existe uma convenção para traduzir os valores de voltagem detectados em unidades digitais. Dessa forma, temos valores que variam de –1000, onde nenhuma voltagem é detectada: o objeto não absorveu praticamente nenhum dos fótons de raio-X, e se comporta como o ar; ou um valor muito alto, algo como +1000 ou mais, caso poucos fótons cheguem ao detector: o objeto absorveu quase todos os fótons de raio-X. Essa escala onde –1000 é mais escuro, 0 é um cinza médio e +1000 (ou mais) é bem claro. Dessa forma quanto mais raio-X o objeto absorver, mais claro ele é na imagem. Outra vantagem é que esses valores são ajustados de acordo com os tecidos biológicos.
A escala de cinza é formada por um grande espectro de representações de tonalidades entre branco, cinza e o preto. A escala de cinzas é que é responsável pelo brilho de imagem. Uma escala de cinzas foi criada especialmente para a tomografia computadorizada e sua unidade foi chamada de unidade Hounsfield {\displaystyle (HU)}, em homenagem ao cientista que desenvolveu a tomografia computadorizada. Nesta escala temos o seguinte:

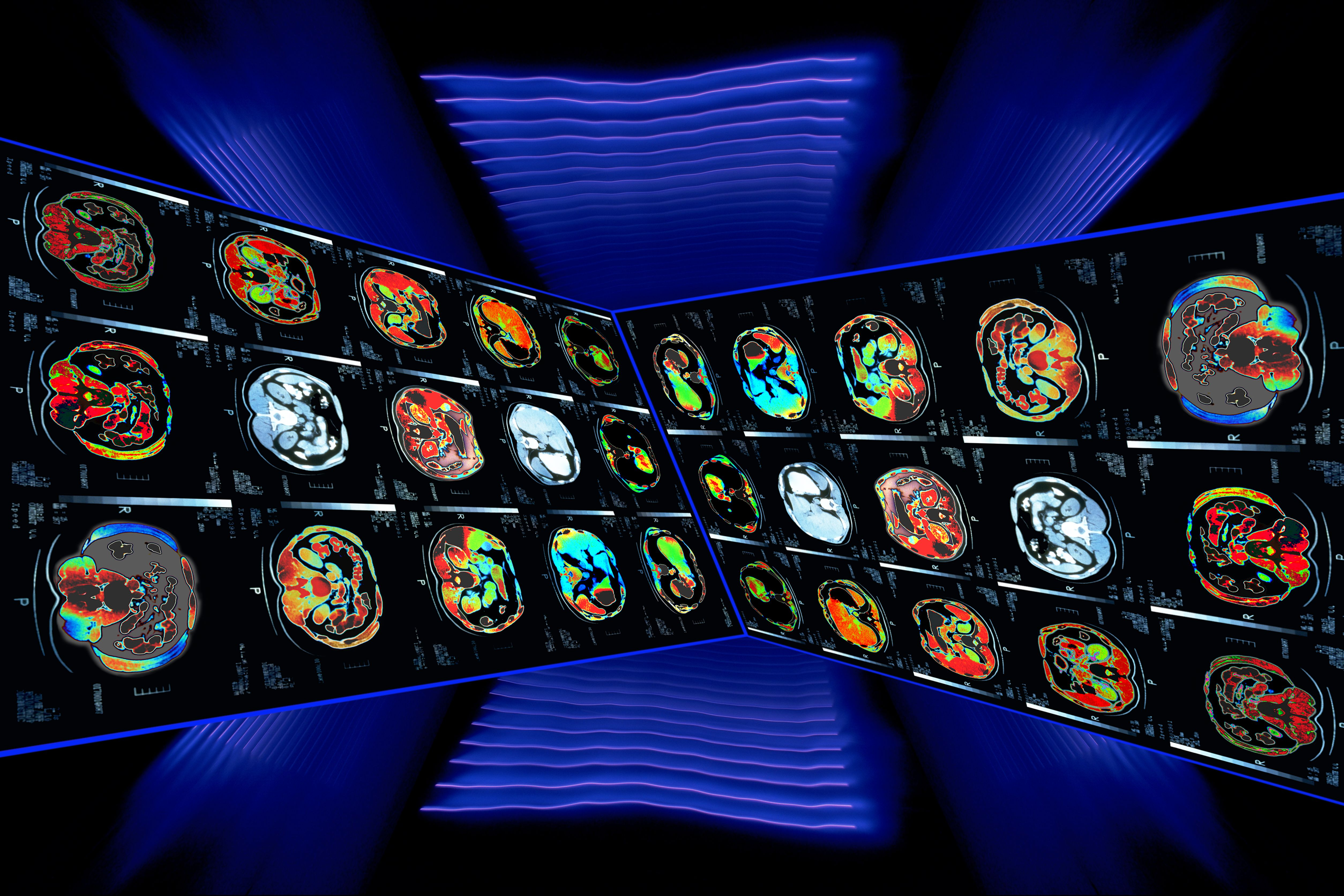
Tomografia com contraste de Figado e Rins

- zero unidades Housfield (0 HU) é a água,
- ar -1000 (HU);
- osso de 700 HU(osso esponjoso) a 3000 HU(osso denso);
- gordura de –100 a -50 HU;
- músculo de 10 a 40 HU

As janelas são recursos computacionais que permitem que após a obtenção das imagens a escala de cinzas possa ser estreitada facilitando a diferenciação entre certas estruturas conforme a necessidade. Isto porque o olho humano tem a capacidade de diferenciar uma escala de cinzas de 10 a 60 tons (a maioria das pessoas distingue 20 diferentes tons), enquanto na tomografia no mínimo, como visto acima há 2000 tons. Entretanto, podem ser obtidos até 65536 tons – o que seria inútil se tivéssemos que apresentá-los ao mesmo tempo na imagem, já que não poderíamos distingui-los. A janela é na verdade uma forma de mostrar apenas uma faixa de tons de cinza que nos interessa, de forma a adaptar a nossa capacidade de visão aos dados obtidos pelo tomógrafo.
Numa janela define-se a abertura da mesma ou seja qual será o número máximo de tons de cinza entre o valor numérico em HU do branco e qual será o do preto. O nível é definido como o valor (em HU) da média da janela.
O uso de diferentes janelas em tomografia permite por exemplo o estudo dos ossos com distinção entre a cortical e a medular óssea ou o estudo de partes moles com a distinção, por exemplo, no cérebro entre a substância branca e a cinzenta. A mesma imagem pode ser mostrada com diferentes ajustes da janela, de modo a mostrar diferentes estruturas de cada vez. Não é possível usar um só ajuste da janela para ver, por exemplo, detalhes ósseos e de tecido adiposo ao mesmo tempo.
As imagens tomográficas podem ser obtidas em dois planos básicos: o plano axial (perpendicular ao maior eixo do corpo) e o plano coronal (paralelo a sutura coronal do crânio ou seja é uma visão frontal). Após obtidas as imagens, recursos computacionais podem permitir reconstruções no plano sagital (paralelo a sutura sagital do crânio) ou reconstruções tridimensionais.
Como na radiografia convencional o que está sendo analisado são diferenças de densidade, que podem ser medidas em unidades Hounsfield.
Para descrever diferenças de densidades entre dois tecidos é utilizada uma nomenclatura semelhante à utilizada na ultrassonografia: isoatenuante, hipoatenuante ou hiperatenuante. Isoatenuante é utilizada para atenuações tomográficas semelhantes. Hipoatenuantes para atenuações menores do que o tecido considerado padrão e hiperatenuante para atenuações maiores que o tecido padrão (geralmente o órgão que contém a lesão é considerado o tecido padrão, ou quando isto não se aplica, o centro da janela é considerado isoatenuante).

## Vantagens e desvantagens

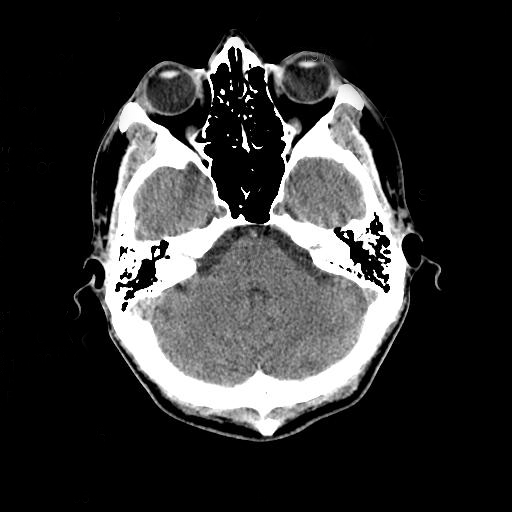
Tomografia à cabeça. É visível o cerebelo, seios etmoides e globo ocular

### Vantagens
A principal vantagem da TC é que permite o estudo de "cortes" ou secções transversais do corpo humano vivo, ao contrário do que é dado pela radiologia convencional, que consiste na representação de todas as estruturas do corpo sobrepostas. É assim obtida uma imagem em que a percepção espacial é mais nítida.
Outra vantagem consiste na maior distinção entre dois tecidos. A TC permite distinguir diferenças de densidade da ordem 0,5% entre tecidos, ao passo que na radiologia convencional este limiar situa-se nos 5%.
Desta forma, é possível a detecção ou o estudo de anomalias que não seriam visualizadas em radiografias comuns, ou através de métodos invasivos, sendo assim um exame complementar de diagnóstico de grande valor.

### Desvantagens
Uma das principais desvantagens da TC é devida ao fato de utilizar radiação X. A principal característica deste tipo de radiação é que é ionizante, ou seja, tem a capacidade de arrancar elétrons dos átomos por onde passa. Este tem um efeito negativo sobre o corpo humano, sobretudo pela capacidade de causar mutações genéticas, visível sobretudo em células que se multiplicam rapidamente. Embora o risco de se desenvolverem anomalias seja muito baixo, é de extrema importância que as exposições médicas à radiação ionizante sejam controladas de forma adequada dentro do princípio de ALARA e das normas de proteção radiológica. Este exame tem se tornado, com o passar dos anos, um dos principais métodos de diagnóstico por imagem para avaliação de estruturas anatômicas.